# 인도의 의료
인도의 보건의료는 거의 전액이 세금으로 지원되는 공립 병원의 요소와 함께 공공 및 민간 건강 보험의 조합으로 비용을 지불하는 보편적인 다중 지불자 건강 관리 모델이 특징이다. 공립 병원 시스템은 일부 서비스에서 자기부담금을 제외하고 모든 인도 거주자에게 기본적으로 무료이다. 2019년에 의료에 대한 총 정부 순 지출은 360억 달러로 GDP의 1.23%였다.

## 의료 보험 제도

### 공중 보건
공공 의료는 모든 인도 거주자에게 무료이다. 인도에 거주하는 중산층과 상류층은 생활 수준이 낮은 계층보다 공중 보건 서비스를 적게 이용하는 경향이 있다. 여성과 노인들은 공공서비스를 이용할 가능성이 더 높다. 공공부문보다는 민간부문에 의존하는 이유로 여러 가지가 거론되고 있는데, 국가 차원의 주된 이유는 공공부문의 관리 질 저하이며, 57% 이상의 가구가 이를 민간건강관리 선호의 이유로 지목하고 있다. 공공 의료 부문의 상당 부분이 농촌에 집중되어 있으며, 경험이 풍부한 의료 사업자가 농촌을 방문하기를 꺼리는 데서 품질이 저하되고 있다. 시골과 외딴 지역에 서비스를 제공하는 공공 의료 시스템의 대다수는 인턴들에게 의존한다.

### 약물
1970년 인도 정부는 의료 특허를 금지했다. 인도는 1995년 TRIPS 협정에 서명하여 의료 특허를 허용하지만, 제약 회사가 수수료를 지불하여 특허 제품을 생산할 권리가 있는 강제실시권을 설정한다.

## 의료 접근성
2013년 기준 인도 내의 의료인 수는 140만 명이다. 그러나 인도는 건강과 관련된 밀레니엄 개발 목표를 달성하지 못했다. 인도의 의료 시스템은 의료 접근과 관련된 세 가지 요소인 제공, 활용 및 달성이 부족하다.